# 3258 Somnium
3258 Somnium este un asteroid din centura principală, descoperit pe 8 septembrie 1983 de Paul Wild.